# Isabelle Pasco
Isabelle Pasco (Perpignano, 25 aprile 1966) è un'attrice e modella francese, attiva in cinema e televisione dal 1984.

## Biografia
Nel 1987 è apparsa sulle pagine di Playmen.
Ha impersonato il ruolo di una domatrice nel film Roselyne e i leoni di Jean-Jacques Beineix.

## Vita privata
È stata sposata con l'attore Tchéky Karyo. 

## Filmografia

### Cinema
- Ave Maria, regia di Jacques Richard (1984)
- Hors-la-loi, regia di Robin Davis (1985)
- Sauve-toi, Lola, regia di Michel Drach (1986)
- La coda del diavolo, regia di Giorgio Treves (1986)
- Qualcuno in ascolto (High Frequency), regia di Faliero Rosati (1988)
- Roselyne e i leoni (Roselyne et les lions), regia di Jean-Jacques Beineix (1989)
- L'ultima tempesta (Prospero's Books), regia di Peter Greenaway (1991)
- À quoi tu penses-tu?, regia di Didier Kaminka (1992)
- Céline, regia di Jean-Claude Brisseau (1992)
- Undine, regia di Eckhart Schmidt (1992)
- Sabato italiano, regia di Luciano Manuzzi (1992)
- Colpo di luna, regia di Alberto Simone (1995)
- Sous-sol, regia di Pierre Gang (1996)
- Festival, regia di Pupi Avati (1996)
- Dentro il cuore, regia di Memè Perlini (1996)
- I colori del diavolo (Les Couleurs du diable), regia di Alain Jessua (1997)
- Dancing at the Blue Iguana, regia di Michael Radford (2000)
- Verità apparente (The Invisible Circus), regia di Adam Brooks (2001)
- Una lunga lunga lunga notte d'amore, regia di Luciano Emmer (2001)
- Ali G (Ali G Indahouse), regia di Mark Mylod (2002) - non accreditata
- Clandestino, regia di Paule Muxel (2003)
- Intimità, regia di Matteo Minetto - cortometraggio (2006)
- 7:05, regia di Mohammad Mehdi Asgarpour (2009)
- Quand le jour se lève, regia di Espérance Pham Thai Lan - cortometraggio (2016)
- Chacun sa vie, regia di Claude Lelouch (2017)
- A nous trois, regia di Sonia Leval - cortometraggio (2017)

### Televisione
- Gli indifferenti - miniserie TV (1988)
- Urgence d'aimer, regia di Philippe Le Guay - film TV (1992)
- Le droit à l'oubli, regia di Gérard Vergez - film TV (1992)
- Rhésus Roméo, regia di Philippe Le Guay - film TV (1993)
- Les audacieux, regia di Armand Mastroianni - film TV (1993)
- Carlo Magno (Charlemagne, le prince à cheval) - miniserie TV, episodio 1x02 (1994)
- La famiglia Ricordi - miniserie TV (1995)
- La course de l'escargot, regia di Jérôme Boivin - film TV (1998)
- In punta di cuore, regia di Francesco Massaro - film TV (1999)
- Drôle de genre, regia di Jean-Michel Carré - film TV (2003)